# Elliði (bergstopp)
Elliði är en bergstopp i republiken Island. Den ligger i regionen Norðurland vestra, 190 km nordost om huvudstaden Reykjavík. Toppen på Elliði är 793 meter över havet, eller 53 meter över den omgivande terrängen. Bredden vid basen är 1,9 km.
Trakten runt Elliði är nära nog obefolkad, med mindre än två invånare per kvadratkilometer. Det finns inga samhällen i närheten. Trakten runt Elliði består i huvudsak av gräsmarker.